# Hans-Peter Benöhr

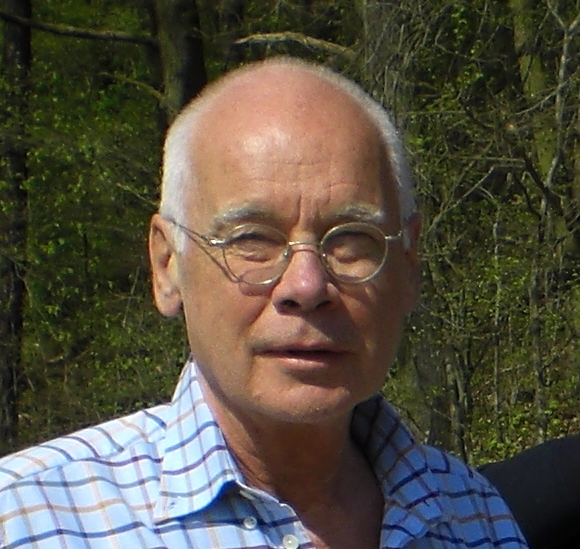
Hans-Peter Benöhr 2009

Hans-Peter Benöhr (* 14. März 1937 in Berlin; † 22. Juli 2017 ebenda) war ein deutscher Rechtswissenschaftler mit dem Schwerpunkt der Geschichte des Römischen Rechts.

## Leben
Hans-Peter Benöhr war als Rechtshistoriker ein Schüler von Max Kaser, dem Doyen für Römisches Recht in Deutschland. Benöhr trat besonders durch seine Forschungen zum Verhältnis von Staat und Gesellschaft (vor allem der Wirtschaft) in Deutschland im 19. und 20. Jahrhundert hervor. Er wurde 1965 promoviert und habilitierte sich 1972.
Seine akademische Laufbahn als Professor für Privatrecht, Römisches Recht und Rechtsgeschichte führte ihn 1976 an die Université de Neuchâtel (Schweiz), 1980 an die Universität Wien, 1985 nach einer Zwischenstation an der University of Kansas an die Universität Frankfurt und zum Abschluss 1996 an die Humboldt-Universität zu Berlin, wo er 2002 emeritiert wurde. An der Universität Nanjing unterrichtete er deutsches Recht als Gastdozent.
Benöhr vertrat politisch einen an den Werken von Adam Smith orientierten Wirtschaftsliberalismus mit sozialstaatlichen Elementen. Er kam in seinen Forschungen zur Geschichte der Sozial- und Arbeitslosenversicherung zu dem Ergebnis, dass es in Deutschland in der Neuzeit entgegen anderen Meinungen keine von staatlichem Einfluss freie Wirtschaft gegeben habe. Ergänzend untersuchte Benöhr die Geschichte der Juden als Minderheit in Deutschland.

## Werke (Auswahl)
- Das sogenannte Synallagma in den Konsensualkontrakten des klassischen römischen Rechts. Cram, de Gruyter. Hamburg 1965 (Dissertation).
- Der Besitzerwerb durch Gewaltabhängige im klassischen römischen Recht. Duncker und Humblot, Berlin 1972. ISBN 3-428-02756-6 (Habilitationsschrift).
- Als Herausgeber: Iuris professio – Festschrift für Max Kaser zum 80. Geburtstag. Wien 1986. ISBN 3-205-07210-3.
- Arbeitsvermittlung und Arbeitslosenversorgung in der neueren deutschen Rechtsgeschichte. (= Beiträge zur Rechtsgeschichte des 20. Jahrhunderts, 5) Mohr, Tübingen 1991. ISBN 3-16-145800-1.